# Médaille d'or Symons
La médaille d'or Symons est décernée tous les deux ans par la Royal Meteorological Society pour un travail remarquable dans le domaine de la science météorologique. Le prix a été créé en 1901 à la mémoire de George James Symons, un météorologue britannique de renom.

## Lauréats
Source (1978-2021)
- 2022 Michael E. McIntyre (en)[3]
- 2020 Sue Grimmond (en)[4]
- 2018 Clive D. Rodgers (en)[5]
- 2016 John Michael Wallace (en)[6]
- 2014 Robert A. Houze
- 2012 Timothy Barnett
- 2010 John F. B. Mitchell (en)
- 2008 Adrian J. Simmons
- 2006 Brian Hoskins (en)
- 2004 John S. A. Green (en)
- 2002 Raymond Hide
- 2000 Keith A. Browning
- 1998 Philip Gerald Drazin
- 1996 Klaus Hasselmann
- 1994 John Monteith (en)
- 1992 Douglas Lilly [7]
- 1990 John T. Houghton
- 1988 David Atlas
- 1986 Hubert H. Lamb
- 1984 Christian E. Junge
- 1982 Frank Pasquill (en)
- 1980 Joseph Smagorinsky
- 1978 Frank Ludlam
- 1976 Kirill Yakovlevitch Kondratyev (en)[8]
- 1975 John Mason
- 1973 Edward Norton Lorenz[9]
- 1971 John Sawyer (en)[10]
- 1969 Sverre Petterssen
- 1967 Charles Henry Brian Priestley (en)[11]
- 1965 Sydney Chapman[12]
- 1963 Percival Albert Sheppard (en)[13]
- 1961 Jule Gregory Charney[14]
- 1959 Oliver Graham Sutton[15]
- 1957 Erik Palmén
- 1955 Reginald Sutcliffe (en)[16]
- 1953 Carl-Gustaf Rossby[17]
- 1951 Geoffrey Ingram Taylor[18]
- 1949 Tor Bergeron[19]
- 1947 David Brunt
- 1944 Charles William Blythe Normand (en)[20]
- 1942 John Switzer Owens (en)[21]
- 1940 Jacob Bjerknes[22]
- 1938 Gordon Dobson
- 1936 Wilhelm Schmidt[23]
- 1934 Gibert Thomas Walker[24]
- 1932 Wilhelm Bjerknes[25]
- 1930 George C. Simpson[26]
- 1928 Hugo Hergesell (en)[27]
- 1926 Ernest Gold[28]
- 1924 Takematsu Okada [29]
- 1922 Henry George Lyons (en)[30]
- 1920 Hugo Hildebrand Hildebrandsson
- 1918 Hugh Robert Mill
- 1916 ?
- 1914 William Henry Dines[31]
- 1912 Cleveland Abbe[32]
- 1910 William Napier Shaw[33]
- 1908 Léon Teisserenc de Bort
- 1906 Richard Strachey[34]
- 1904 Julius von Hann[35]
- 1902 Alexander Buchan[36]